# Michel Roche
Michel Roche (Brunoy, 8 de setembro de 1939 - 11 de junho de 2004) foi um ginete e instrutor francês, especialista em saltos, campeão olímpico. 

## Carreira
Michel Roche representou seu país nos Jogos Olímpicos de Verão de 1976, na qual conquistou a medalha de ouro nos salto por equipes em 1976.